# Ora di Sandringham

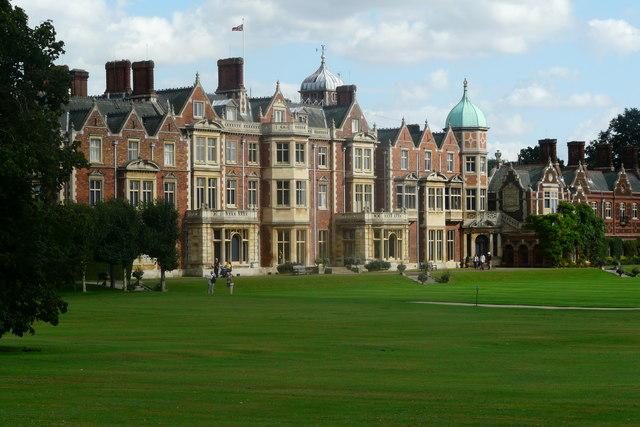
Tenuta reale di Sandringham, Norfolk, Inghilterra

L'ora di Sandringham è stato un fuso orario in anticipo di 30 minuti rispetto all'UTC, utilizzato dalla famiglia reale britannica esistito fino al 1936. Oggi corrisponderebbe a UTC+0:30, usato anche in Svizzera (ora di Berna) prima dall'adozione del Central European Time nel 1894.

## Zone
UTC+0:30 è stato utilizzato nei seguenti paesi e territori:
- Regno Unito (solo nella tenuta reale di Sandringham)
- Svizzera

## Storia
L'ora di Sandringham è stata un'alterazione del tempo escogitata dal re Edoardo VII del Regno Unito su misura per la tenuta reale di Sandringham. Non tanto per aiutare la regina Alexandra che era sempre in ritardo, ma per disporre in inverno di più tempo per la caccia : a tale scopo il re ordinò che tutti gli orologi della tenuta fossero anticipati di 30 minuti rispetto al GMT. Il costume continuò dopo la morte del re durante il regno di suo figlio Giorgio V e cancellata da Edoardo VIII.